# Pfarrhaus (Weißenbronn)

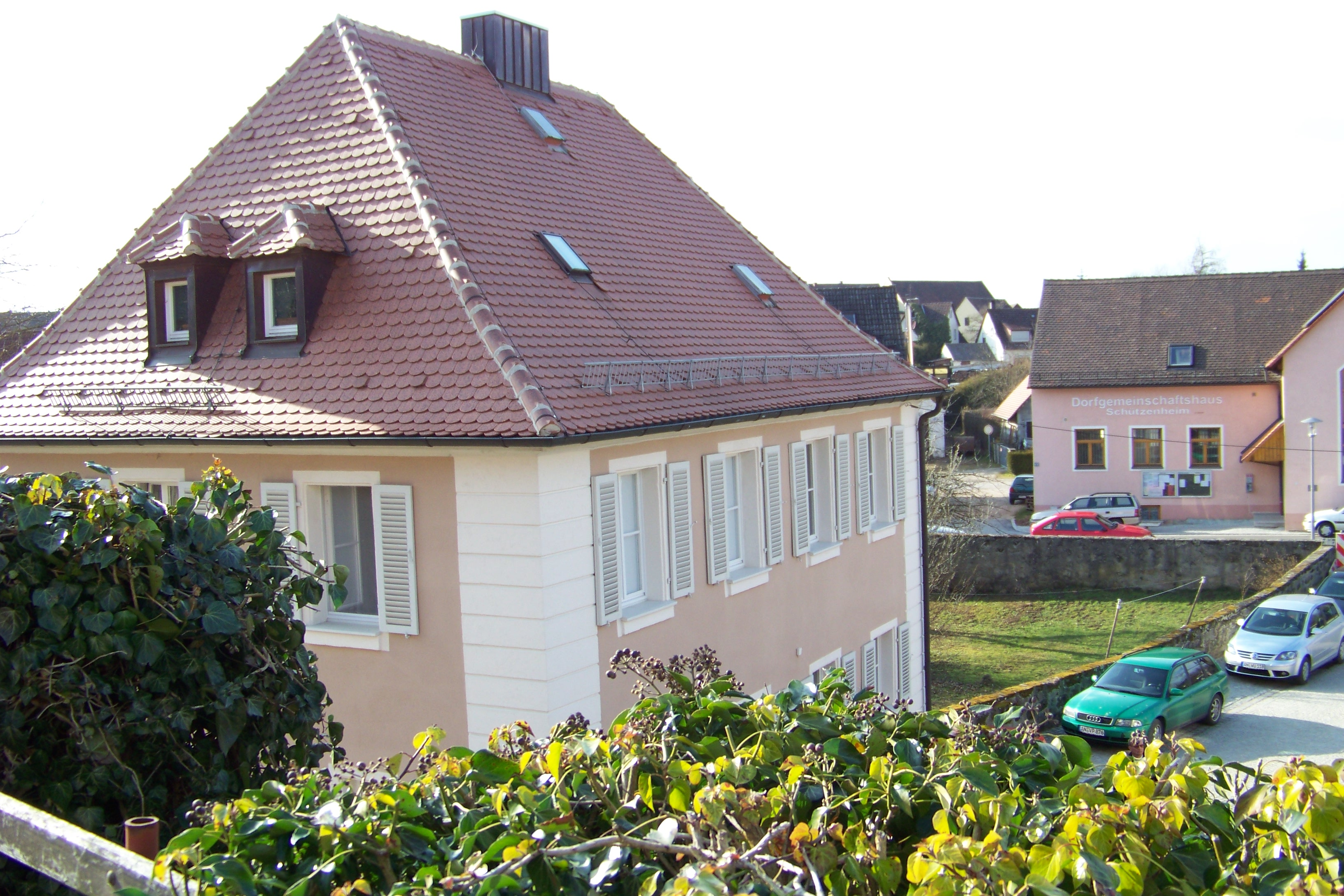
Pfarrhaus in Weißenbronn

Das Pfarrhaus in Weißenbronn, einem Gemeindeteil von Heilsbronn im mittelfränkischen Landkreis Ansbach in Bayern, wurde 1738/39 errichtet. Das Pfarrhaus an der Talstraße 6 ist ein geschütztes Baudenkmal.
Der zweigeschossige Walmdachbau mit Ecklisenen besitzt vier zu drei Fensterachsen.
Die Pfarrgartenmauer wurde um 1800 errichtet.